# Tuomas Sammelvuo
Tuomas Sammelvuo (Pudasjärvi, 16 febbraio 1976) è un allenatore di pallavolo ed ex pallavolista finlandese, nel ruolo di schiacciatore, tecnico dell'Asseco Resovia.

## Carriera
La carriera di Tuomas Sammelvuo inizia nella stagione 1993-94 nelle file del Raision Loimu. In questo periodo riceve le prime convocazioni nella nazionale finlandese, diventandone presto il capitano. Passa poi al Kuopion Pallosuera, dove vince due campionati finlandesi e due Coppe di Finlandia. Nell'annata 1997-98 si trasferisce in Francia, prima all'ASPTT Strasbourg, poi allo Stade Poitevin, dove vince il titolo nazionale.
Nella stagione 2000-01 esordisce nel massimo campionato italiano con la maglia del Cuneo Volley Ball Club. Con la squadra piemontese vince la Coppa Italia e la Coppa CEV. In Italia veste ancora la maglia della Pallavolo Piacenza, prima di tornare in Francia al Tours e vincere la Champions League, oltre a una coppa nazionale. Con la sua nazionale ottiene il quarto posto al campionato europeo del 2007. Terminata questa esperienza si trasferisce prima in Giappone, al Toyoda Trefuerza, poi in Russia, al Volejbol'nyj klub Dinamo-Jantar'. Torna in Italia per la stagione 2008-09, ingaggiato dalla Callipo Sport di Vibo Valentia, mentre l'anno successivo si trasferisce in Polonia nello ZAKSA Kędzierzyn-Koźle.
Nel 2010-11 passa al Volejbol'nyj klub Lokomotiv Novosibirsk, dove ritorna nel 2011-12 dopo una parentesi nell'Umbria Volley: con la formazione russa vince la Champions League 2013-14, ricoprendo contemporaneamente anche l'incarico di selezionatore della nazionale finlandese, ruolo che diventa esclusivo con il ritiro dall'attività agonistica avvenuto nel 2014.
Nella stagione 2016-17 viene ingaggiato come allenatore dal Kuzbass in Superliga russa che guida alla conquista del suo primo scudetto. Nel marzo 2019 viene nominato nuovo capo allenatore della Russia con cui si aggiudica la Volleyball Nations League2019. Lasciata la guida della formazione di Kemerovo, nell'annata 2019-20 diventa allenatore dello Zenit San Pietroburgo. 

## Palmarès

### Giocatore

#### Club
- Campionato finlandese: 2

1994-95, 1995-96
- Campionato francese: 1

1998-99
- Coppa di Finlandia: 2

1994, 1995
- Coppa Italia: 1

2001-02
- Coppa di Francia: 1

2004-05
- CEV Champions League: 2

2004-05, 2013-14
- Coppa CEV: 1

2001-02

#### Premi individuali
- 1997 - Campionato finlandese: MVP
- 1997 - Campionato finlandese: All-Star
- 1997 - Qualificazioni campionato europeo: Migliore attaccante
- 1997 - Giocatore finlandese dell'anno
- 2000 - Giocatore finlandese dell'anno
- 2001 - Giocatore finlandese dell'anno
- 2004 - Giocatore finlandese dell'anno
- 2004 - Miglior giocatore finlandese
- 2005 - Miglior giocatore finlandese
- 2006 - Miglior giocatore finlandese
- 2006 - Campionato giapponese: All-Star
- 2007 - Miglior giocatore finlandese
- 2008 - Coppa di Russia: Miglior attaccante
- 2008 - Campionato russo: All-Star

### Allenatore
- Campionato russo: 1

2018-19
- Coppa di Polonia: 1

2022-23
- Supercoppa polacca: 1

2023
- Coppa CEV: 1

2020-21
- CEV Champions League: 1

2022-23

#### Premi individuali
- 2014: Allenatore finlandese dell'anno[4]
- 2021: Allenatore finlandese dell'anno
- 2023: Allenatore finlandese dell'anno[5]